# ژول (دهانه)
ژول یک دهانه برخوردی در ماه‌ است.

## دهانه‌های اقماری
این دهانه ۳ دهانه اقماری دارد.
| Joule | عرض جغرافیایی | طول جغرافیایی | قطر          |
| ----- | ------------- | ------------- | ------------ |
| K     | ۲۵.۸° N       | ۱۴۱.۹° W      | ۱۶.۰ کیلومتر |
| L     | ۲۶.۱° N       | ۱۴۴.۱° W      | ۶۹.۰ کیلومتر |
| T     | ۲۷.۷° N       | ۱۴۸.۲° W      | ۳۷.۰ کیلومتر |